# 雙頭槍
雙頭槍亦名「雙頭蛇」，是在木桿兩端裝上槍頭而成。
雙頭槍可能與古戰場上的兩刀矛同源。雙頭槍的長度較短，用於訓練的雙頭槍長不得過六呎。
雙頭槍亦為京劇常用道具之一。